# The Da Vinci Code (саундтрек)
Офіційний саундтрек до фільму Код да Вінчі був представлений 9 травня 2006. Музику для фільму написав Ганс Ціммер.

## Стиль
Для відчуття релігійності Ціммер використав масивний оркестр та великий хор. Не дивлячись на те, що ця робота досить схожа на попередню — Ганнібал, це все ж ще й суміш The Thin Red Line та Batman Begins. Тринадцятий трек Chevaliers de Sangreal є найбільш бомбезним і чітко підкреслює сцену 'discovery' в фільмі.
При написанні музики для фільму Ціммер прибіг до допомоги Abbey Road Studios. Додаткові розділи були записані в AIR Studios у Лондоні.
Режисер Коду да Вінчі, Рон Говард, відмітив, що саундтрек «потужний, свіжий і напрочуд ефективний»; більшість музичних критиків з ним погодилася. Soundtrack.Net [Архівовано 9 Лютого 2010 у Wayback Machine.] і Scorereviews також високо оцінили саундтрек до фільму. Музика до Коду да Вінчі була номінована на Golden Globe Award 2007, але програла.

## Треки
1. «Dies Mercurii I Martius» (укр. Середа, 1 березня) (6:03)
2. «L’Esprit des Gabriel» (укр. Дух Гавриїла) (2:48)
3. «The Paschal Spiral» (укр. Великодня спіраль) (2:49)
4. «Fructus Gravis» (укр. Важкі плоди) (2:50)
5. «Ad Arcana» (укр. Назустріч таємницям) (6:07)
6. «Malleus Maleficarum» (укр. Молот відьом) (2:19)
7. «Salvete Virgines» (укр. Вітання дівам) (3:14)
8. «Daniel’s 9th Cipher» (укр. Дев’ятий шифр Даниїла) (9:31)
9. «Poisoned Chalice» (укр. Отруєна чаша) (6:19)
10. «The Citrine Cross» (укр. Цитриновий хрест) (5:22)
11. «Rose of Arimathea» (укр. Троянда Ариматеї) (8:12)
12. «Beneath Alrischa» (укр. Під Альрішею) (4:23)
13. «CheValiers de Sangreal» (укр. ЛиЦарі Святого Граалю) (4:07)
14. «Kyrie for the Magdalene» (укр. Киріє для тієї самої Магдалини) (автор: Річард Харві) (3:55)